# 柊小學戀愛俱樂部
《柊小學戀愛俱樂部》是日本漫畫家東由希所創作的漫畫。

## 概要
《柊小學戀愛俱樂部》在日本雙葉社的漫畫雜誌《Comic High!》2007年12月號（2007年11月發行）至2012年2月號（2012年1月發行）連載。到2012年3月12日共發行七冊單行本，並歸類為《Action Comics》（アクションコミックス）叢書系列，另外在2010年8月10日發行的漫畫雜誌《漫畫SUMOMO》創刊號刊載一集特別篇。而在2011年3月22日發行的《Comic High!》雜誌4月號休載一期。故事主要描寫主角們的身心的成長以及戀愛要素為主軸，而作品在宣傳時以「早熟小學生的一點點危險（！？）的社團活動」（おませな小学生のちょっぴり危ない（!?）部活動）做為廣告標語。在台灣的繁體中文版由長鴻出版社所出版發行，單行本出版時依照《出版品及錄影節目帶分級辦法》列為限制級，禁止未滿18歲者購買及閱讀。

## 故事簡介
櫻井雛子是個就讀小學五年級的女孩子。受到就讀高中生的姐姐的影響而開始對戀愛有興趣的雛子，為了「當遇到自己喜歡的人時，談戀愛才不會失敗」的理由與同班同學的霧生螢與日下部澪一起成立「戀愛部」，但是她們能夠成功嗎？

## 登場人物
櫻井 雛子
本作品的女主角，就讀小學五年級。個性開朗與好奇心旺盛的性格。對戀愛有所興趣，由於小學到高中皆為男女校舍分開的緣故，擔心無法好好的談戀愛，但是為了讓男生跟女生能夠在一起而設立戀愛部，並且成為社團的社長。而在森林學校的時候與織倉海相遇，在這之後雛子非常在意他。剛開始因為年齡太小不允許帶手機，後來因為由奈有帶手機的緣故，使得她變得想要有手機，在暑假的時候在一個禮拜之內寫完暑假作業以及幫忙做家事，完成母親的要求後才允許她買手機。
是單行本各冊唯一封面人物。
霧生 螢
雛子的同班同學也是好朋友，戀愛部的成員之一。留著長頭髮，戴著一副眼鏡，個性冷靜像成年人般的思維，與性格相似的赤瀨優相同。她擅長讀書，但是她不擅長運動。因為自己的名字被雛子寫進戀愛部的申請書，因此加入戀愛部。父母親經常不在家的緣故，所以經常帶著手機。不允許赤瀨優教導雛子不該學的東西。
日下部 澪
雛子與螢的同班同學同時也是好朋友，戀愛部的成員之一。個性活潑好動，說話時的樣子像男孩子。進入戀愛部的理由與螢相同。稱呼雛子為「小雛」（ひな）。擅長運動，並且受到女學生的歡迎，喜歡青梅竹馬的大樹。
藤矢
雛子等人班上的班導師。從以前開始對戀愛沒有好印象，認為談戀愛對小學生來說實在是太早了，對有男生加入戀愛部則是不予置評。去年是赤瀨班上的副班導師。
來栖 月子
柊小學的保健老師，同時也是戀愛部的指導老師，將保健室當作戀愛部的社團教室，是個個性和善的女性。經常戲弄藤矢老師。
櫻井 小鳥
雛子的姐姐，就讀高中，與雛子同住一個房間。跟同校的學長告白之後一起交往著。
織倉 海
就讀柊小學的學生，與赤瀨優跟菊池大樹同班。在森林學校期間遇到膝蓋受傷的雛子，給她创可贴，之後雛子非常在意他。後來再度相遇時卻不記得雛子的事情。他喜歡魚類的緣故，相關的知識非常豐富。因為雛子的要求之下，被優與大樹兩人引誘之下到視聽教室玩野球拳，他卻不曉得輸了要進入戀愛部；雖然他贏了野球拳，但是負起連帶責任而來到社團。
赤瀨 優
與織倉海跟菊池大樹是同班同學，成績非常優秀，具有領袖的氣質，不喜歡向其他人示弱。因為父母親離婚的緣故，與姐姐兩人一起生活。個性與螢一樣如同成年人般的思維，覺得他的姐姐和與霧生螢散發著相同的氣息。最初進社團時提議玩野球拳，後來輸了遊戲，因此負起責任加入戀愛部。
菊池 大樹
與織倉海跟赤瀨優是同班同學，與澪是青梅竹馬。在進社團之前對戀愛部沒有太大的興趣，在優提議之下玩野球拳，但是輸得非常徹底。最後優輸了野球拳，因此負起連帶責任加入戀愛部。
上條 由奈
就讀柊小學的學生，同時也是雛子的朋友，留著縱卷髮的少女。在暑假的時候，偶然在藥局遇到雛子，之後在學校跟她變得親近，因此成為她的朋友。雙親總是不在家的緣故，經常看家而不習慣自己一個人洗澡。

## 舞台設定
柊小學
故事舞台的私立小學，從小學到高中的一貫教育。由於採取男女分班，因此校舍分為男子校舍以及女子校舍，而上課的時候也是男女分開上課。因為是私立小學的緣故所以有制服，男女皆為水手服，男生為短褲，女身為連身洋裝。
戀愛部
練習戀愛的社團，主要以約會的練習活動為主。這是雛子為了將來談戀愛不會失敗而成立的社團，由來栖老師擔任指導老師。因為戀愛部的名稱容易引發誤會，因此申請成立時以「戀舊愛新研究俱樂部」簡稱「戀愛部」這個牽強的名義，因此校長允許成立社團。而戀愛部的標誌是由初學者標誌與愛心標誌作結合。最初只有雛子、澪以及螢等三個女生團員，而後來海、大樹以及優等人加入之後才有男生團員。

## 書籍資訊
《柊小學戀愛俱樂部》的漫畫版單行本日語版由雙葉社發行，到2012年3月12日單行本一共發行七冊，另外在《Comic High!》雜誌8月號附贈第一冊替換用封面作為贈品。台灣地區的正體中文版由長鴻出版社所代理發行，至2012年10月3日為止發行到第五冊。
| 冊數 | 日文版                 | 出版日期      | 台灣中文版            | 發售日期       |
| ---- | ---------------------- | ------------- | --------------------- | -------------- |
| 1    | ISBN 978-4-575-83513-7 | 2008年8月11日 | EAN 471-1-5524-4250-2 | 2009年4月23日  |
| 2    | ISBN 978-4-575-83590-8 | 2009年3月12日 | EAN 471-1-5524-4760-6 | 2010年1月6日   |
| 3    | ISBN 978-4-575-83669-1 | 2009年9月12日 | EAN 471-3-4693-5250-9 | 2010年6月7日   |
| 4    | ISBN 978-4-575-83778-0 | 2010年6月11日 | EAN 471-6-8141-9432-8 | 2011年11月15日 |
| 5    | ISBN 978-4-575-83907-4 | 2011年5月12日 | EAN 471-6-8141-9821-0 | 2012年10月3日  |
| 6    | ISBN 978-4-575-84043-8 | 2012年3月12日 |                       |                |
| 7    | ISBN 978-4-575-84044-5 | 2012年3月12日 |                       |                |

## 備註
1. ↑  長鴻出版社官方網站譯為 東雪；但該公司正式出版時單行本不使用此譯名，而是採用日文原名。
2. ↑  日語版原文為，而此三字的日語與「戀愛部」同音，而中文版翻譯時採用相同的方式取「戀舊愛新研究俱樂部」。
3. ↑   註:

## 外部連結
- Comic High!的作品介紹（日語）
- AZUMAYUKI WEB SITE （页面存档备份，存于） - 原作者東由希的網站（日語）